# Hermanlentia
Hermanlentia is een geslacht van wantsen uit de familie van de Reduviidae (Roofwantsen). Het geslacht werd voor het eerst wetenschappelijk beschreven door Jurberg & Galvão in 1997.

## Soorten
Het genus bevat de volgende soort:

- Hermanlentia matsunoi (Fernández-Loayza, 1989)